# Discografia de Ludacris
A discografia de Ludacris, um rapper estadunidense, consiste em nove álbuns de estúdio, duas compilações, um extended play, oitenta singles e seis mixtapes. Seus trabalhos foram lançados pelas editoras discográficas Disturbing tha Peace e Def Jam Recordings. Luda é um dos artistas de Hip Hop que mais venderam na história dos Estados Unidos, com mais de 15 milhões de álbuns vendidos no país, e ganhou quarenta e seis discos de platina, e doze de ouro da Recording Industry Association of America, contando álbuns, coletâneas, singles e participações.

## Álbuns

### Álbuns de estúdio
| Ano                                                                         | Titulo                  | Informações do álbum | Melhor posição nas paradas | Melhor posição nas paradas | Melhor posição nas paradas | Melhor posição nas paradas | Melhor posição nas paradas | Melhor posição nas paradas | Melhor posição nas paradas | Melhor posição nas paradas | Melhor posição nas paradas | Vendas        | Certificações                       |
| Ano                                                                         | Titulo                  | Informações do álbum | EUA                        | EUA R&B                    | EUA Rap                    | ALE                        | AUS                        | CAN                        | IRL                        | Reino Unido                | SUI                        | Vendas        | Certificações                       |
| --------------------------------------------------------------------------- | ----------------------- | --- | -------------------------- | -------------------------- | -------------------------- | -------------------------- | -------------------------- | -------------------------- | -------------------------- | -------------------------- | -------------------------- | ------------- | ----------------------------------- |
| 1999                                                                        | Incognegro              | - 1° álbum de estúdio - Lançado: 16 de Maio de 1999 - Gravadora: Disturbing tha Peace - Formato: CD, LP, Download digital              | 179                        | 68                         | —                          | —                          | —                          | —                          | —                          | —                          | —                          |               |                                     |
| 2000                                                                        | Back for the First Time | - 2° álbum de estúdio - Lançado: 17 de Outubro de 2000 - Gravadora: Disturbing tha Peace, Def Jam - Formato: CD, LP, Download digital  | 4                          | 2                          | —                          | —                          | —                          | —                          | —                          | 160                        | —                          | - : 3,103,000 | - : 3× Platina - : Ouro             |
| 2001                                                                        | Word of Mouf            | - 3° álbum de estúdio - Lançado: 6 de Novembro de 2001 - Gravadora: Disturbing tha Peace, Def Jam - Formato: CD, LP, Download digital  | 3                          | 1                          | —                          | 98                         | —                          | —                          | —                          | 57                         | —                          | - : 3,674,000 | - : 3× Platina - : Platina - : Ouro |
| 2003                                                                        | Chicken-n-Beer          | - 4° álbum de estúdio - Lançado: 7 de Outubro de 2003 - Gravadora: Disturbing tha Peace, Def Jam - Formato: CD, LP, Download digital   | 1                          | 1                          | —                          | 87                         | 98                         | 5                          | 71                         | 44                         | —                          | - : 2,648,000 | - : 2× Platina - : Platina - : Ouro |
| 2004                                                                        | The Red Light District  | - 5° álbum de estúdio - Lançado: 7 de Dezembro de 2004 - Gravadora: Disturbing tha Peace, Def Jam - Formato: CD, LP, Download digital  | 1                          | 1                          | 1                          | —                          | —                          | —                          | —                          | 98                         | 91                         | - : 2,084,000 | - : 2× Platina - : ouro             |
| 2006                                                                        | Release Therapy         | - 6° álbum de estúdio - Lançado: 26 de Setembro de 2006 - Gravadora: Disturbing tha Peace, Def Jam - Formato: CD, LP, Download digital | 1                          | 2                          | 1                          | —                          | —                          | —                          | —                          | 69                         | 57                         | - : 1,300,000 | - : Platina                         |
| 2008                                                                        | Theater of the Mind     | - 7° álbum de estúdio - Lançado: 24 de Novembro de 2008 - Gravadora: Disturbing tha Peace, Def Jam - Formato: CD, LP, Download digital | 5                          | 2                          | 1                          | —                          | —                          | 22                         | —                          | 137                        | 46                         | - : 671,000   | - : Ouro                            |
| 2008                                                                        | Battle of the Sexes     | - 8° álbum de estúdio - Lançado: 9 de Março de 2010 - Gravadora: Disturbing tha Peace, Def Jam - Formato: CD, LP, Download digital     | 1                          | 1                          | 1                          | —                          | —                          | 17                         | —                          | 58                         | 82                         | - : 530,000   | - : Ouro                            |
| 2015                                                                        | Ludaversal              | - 9° álbum de estúdio - Gravadora: Disturbing tha Peace, Def Jam - Formato: CD, LP, Download digital                                   | 3                          | 2                          | 2                          | —                          | —                          | 20                         | —                          | 86                         | —                          | - : 80,000    |                                     |
| "—" Denota álbuns que não entraram na parada ou não foram lançados no país. |                         | |                            |                            |                            |                            |                            |                            |                            |                            |                            |               |                                     |

### Coletâneas
| Titulo                                                | Informações do álbum | Melhor posição nas paradas | Melhor posição nas paradas | Melhor posição nas paradas | Vendas      | Certificações |
| Titulo                                                | Informações do álbum | EUA                        | EUA R&B                    | EUA Rap                    | Vendas      | Certificações |
| ----------------------------------------------------- | --- | -------------------------- | -------------------------- | -------------------------- | ----------- | ------------- |
| Golden Grain                                          | - 1° coletânea - Lançado: 10 de Setembro de 2002 - Gravadora: Disturbing tha Peace, Def Jam - Formato: CD], LP, Download digital | 6                          | 1                          | —                          | - : 500,000 | - : Ouro      |
| Disturbing tha Peace                                  | - 2° coletânea - Lançado: 13 de Dezembro de 2005 - Gravadora: Disturbing tha Peace, Def Jam - Formato: CD], LP, Download digital | 11                         | 1                          | 1                          | - : 630,000 | - : Ouro      |
| "—" Denota álbuns que não entraram na parada do país. | |                            |                            |                            |             |               |

### Extended Plays
| Titulo          | Informações do álbum | Melhor posição nas paradas | Melhor posição nas paradas | Melhor posição nas paradas |
| Titulo          | Informações do álbum | EUA                        | EUA R&B                    | EUA Rap                    |
| --------------- | --- | -------------------------- | -------------------------- | -------------------------- |
| Burning Bridges | - 1° extended Play - Lançado: 16 de Dezembro de 2014 - Gravadora: Disturbing tha Peace, Def Jam - Formato: Download digital | 158                        | 23                         | 18                         |

### Mixtapes
| Ano  | Detalhes do álbum |
| ---- | --- |
| 2003 | DTP Takeover: It's an Epidemic (com Disturbing tha Peace & DJ Storm) - Lançamento: 2006 - Gravadora: Desert Storm South - Formato: CD, Download digital |
| 2006 | Pre-Release Therapy (com DJ Green Lantern) - Lançamento: 19 de Setembro de 2006 - Gravadora: Green Lantern - Formato: CD, Download digital              |
| 2008 | The Preview (com DJ Drama) - Lançamento: 4 de Novembro de 2008 - Gravadora: DJ Drama - Formato: Download digital                                        |
| 2010 | Conjure: A Hustler's Spirit - Lançamento: 20 de Janeiro de 2010 - Gravadora: Independente - Formato: Download digital                                   |
| 2011 | 1.21 Gigawatts: Back to the First Time - Lançamento: 15 de Novembro de 2011 - Gravadora: Independente - Formato: Download digital                       |
| 2013 | #IDGAF - Lançamento: 24 de Maio de 2013 - Gravadora: Independente - Formato: Download digital                                                           |

## Singles
| Ano  | Canção                                                    | Posições nas paradas | Posições nas paradas | Posições nas paradas | Posições nas paradas | Posições nas paradas | Posições nas paradas | Posições nas paradas | Posições nas paradas | Posições nas paradas | Álbum                   |
| Ano  | Canção                                                    | EUA                  | EUA R&B              | EUA Rap              | AUS                  | ALE                  | IRL                  | NZ                   | SUI                  | RU                   | Álbum                   |
| ---- | --------------------------------------------------------- | -------------------- | -------------------- | -------------------- | -------------------- | -------------------- | -------------------- | -------------------- | -------------------- | -------------------- | ----------------------- |
| 2000 | "What's Your Fantasy" (feat. Shawnna)                     | 21                   | 10                   | —                    | —                    | —                    | —                    | —                    | —                    | 19                   | Back for the First Time |
| 2000 | "Southern Hospitality"                                    | 23                   | 6                    | —                    | —                    | —                    | —                    | —                    | —                    | —                    | Back for the First Time |
| 2001 | "Area Codes" (feat. Nate Dogg)                            | 24                   | 10                   | —                    | —                    | —                    | —                    | —                    | —                    | 25                   | Word of Mouf            |
| 2001 | "Rollout (My Business)"                                   | 17                   | 7                    | —                    | —                    | —                    | —                    | —                    | —                    | 20                   | Word of Mouf            |
| 2002 | "Dilemma" (feat. Kelly Rowland)                           | 22                   | 10                   | —                    | —                    | —                    | —                    | —                    | —                    | 31                   | Word of Mouf            |
| 2002 | "Welcome to Atlanta" (com Jermaine Dupri)                 | 35                   | 15                   | —                    | —                    | —                    | —                    | —                    | —                    | —                    | Word of Mouf            |
| 2002 | "Move Bitch" (feat. Mystikal & I-20)                      | 10                   | 3                    | 3                    | —                    | —                    | —                    | —                    | —                    | —                    | Word of Mouf            |
| 2003 | "Act a Fool"                                              | 32                   | 20                   | 10                   | 39                   | —                    | —                    | —                    | —                    | —                    | 2 Fast 2 Furious        |
| 2003 | "P-Poppin'" (feat. Shawnna & Lil Fate)                    | —                    | —                    | —                    | —                    | —                    | —                    | —                    | —                    | —                    | Chicken-n-Beer          |
| 2003 | "Stand Up" (feat. Shawnna)                                | 1                    | 1                    | 1                    | 30                   | 56                   | 43                   | 13                   | 22                   | 14                   | Chicken-n-Beer          |
| 2003 | "Splash Waterfalls"                                       | 6                    | 2                    | 3                    | —                    | —                    | —                    | —                    | —                    | —                    | Chicken-n-Beer          |
| 2004 | "Diamond in the Back"                                     | 94                   | 51                   | —                    | —                    | —                    | —                    | —                    | —                    | —                    | Chicken-n-Beer          |
| 2004 | "Blow It Out"                                             | —                    | 56                   | —                    | —                    | —                    | —                    | —                    | —                    | —                    | Chicken-n-Beer          |
| 2004 | "Get Back"                                                | 13                   | 9                    | 5                    | —                    | —                    | —                    | 30                   | 48                   | 30                   | The Red Light District  |
| 2005 | "Number One Spot"                                         | 19                   | 8                    | 6                    | —                    | —                    | 46                   | —                    | —                    | 30                   | The Red Light District  |
| 2005 | "The Potion"                                              | —                    | 65                   | —                    | —                    | —                    | —                    | —                    | —                    | —                    | The Red Light District  |
| 2005 | "Pimpin' All Over the World" (feat. Bobby Valentino)      | 9                    | 5                    | 2                    | 28                   | —                    | —                    | —                    | —                    | —                    | The Red Light District  |
| 2006 | "Money Maker" (feat. Pharrell)                            | 1                    | 1                    | 1                    | —                    | 86                   | —                    | —                    | —                    | —                    | Release Therapy         |
| 2006 | "Grew Up a Screw Up" (feat. Young Jeezy)                  | —                    | —                    | —                    | —                    | —                    | —                    | —                    | —                    | —                    | Release Therapy         |
| 2007 | "Runaway Love" (feat. Mary J. Blige)                      | 2                    | 3                    | 1                    | —                    | —                    | 37                   | 21                   | —                    | 52                   | Release Therapy         |
| 2007 | "Slap"                                                    | —                    | 56                   | 21                   | —                    | —                    | —                    | —                    | —                    | —                    | Release Therapy         |
| 2008 | "What Them Girls Like" (feat. Chris Brown & Sean Garrett) | 33                   | 17                   | 8                    | —                    | —                    | —                    | —                    | —                    | —                    | Theater of the Mind     |
| 2008 | "One More Drink" (feat. T-Pain)                           | 24                   | 15                   | 4                    | —                    | —                    | —                    | —                    | —                    | —                    | Theater of the Mind     |
| 2009 | "Empire States of Mind" (feat. Alicia keys)               | —                    | 1                    | 1                    | —                    | —                    | —                    | —                    | —                    | —                    | Theater of the Mind     |
| 2009 | "How Low"                                                 | 6                    | 2                    | 2                    | —                    | —                    | —                    | —                    | —                    | —                    | Battle of the Sexes     |
| 2010 | "My Chick Bad" (feat. Nicki Minaj)                        | 11                   | 70                   | —                    | —                    | —                    | —                    | —                    | —                    | —                    | Battle of the Sexes     |
| 2010 | "Sex Room" (com Trey Songz)                               | 69                   | 5                    | 6                    | —                    | —                    | —                    | —                    | —                    | —                    | Battle of the Sexes     |
| 2012 | "Jingalin"                                                | 125                  | 63                   | —                    | —                    | —                    | —                    | —                    | —                    | —                    | Ludaversal              |
| 2012 | ""Representin" (part. Kelly Rowland)                      | 92                   | 28                   | 20                   | —                    | —                    | —                    | —                    | —                    | —                    | Ludaversal              |
| 2012 | "Rest of My Life" (part. Usher e David Guetta)            | 72                   | —                    | —                    | 16                   | 32                   | —                    | 19                   | 42                   | 41                   | Ludaversal              |